# Hjortetaktræ
Hjortetaktræ (Rhus typhina) er en stor, løvfældende busk med en åben, uregelmæssig vækstform. Hovedgrenene er kun lidt forgrenede, og forgreningerne er ofte spidsvinklede. Planten indeholder tannin (garvestof) og eddikesyre.

## Beskrivelse
Barken er først lysebrun og tæt dunhåret. Senere bliver den brun og glat med små barkporer. Gamle grene har grå bark med fine revner. Knopperne er spredte, udspærrede, kegleformede og næsten "indsunkne" i bladarrene. De overvintrende frugtstande er ægformede og gammelrosa. 
Bladene er meget store og uligefinnede med slankt ægformede, savtakkede småblade. Oversiden er blank og mørkegrøn, mens undersiden er blågrøn. Høstfarven er rød eller orange. Blomsterne sidder tæt sammen i endestillede aks. De er grønne og behårede. Planten er særbo, så den findes i rent hanlige og rent hunlige individer. Frugtstandene bliver kolbeagtige og tæt hårede. Frøene modner ikke ordentligt i Danmark.
Rodnettet består af tykke, fladt udbredte og groft forgrenede hoved- og siderødder. Planten sætter talrige rodskud. 
Højde x bredde og årlig tilvækst: 4 x 6 m (30 x 50 cm/år), rodskud ikke medregnet.

## Hjemsted
Arten er naturligt udbredt fra delstaterne i det østlige Canada over New England til USA's Midtvesten og Atlanterhavsstater. Der er den knyttet til let skyggede eller lysåbne voksesteder på tørre og humusfattige steder, f.eks. ved skovbryn og i skovrydninger, men også på ruderater og ruiner. Ofte bliver arten ganske ukrudtsagtig, hvad man f.eks. kan se på byggetomter i New York.. 
I den lille skov, Barnum Gully Woods, ved Lake Erie findes den blandt en rig bregnevegetation sammen med bl.a. giftsumak, bævreasp, canadisk gyldenris, flodbredvin, glanskvalkved, pilekornel, rundbladet kornel, skavgræs og virginsk hæg

## Galleri
- Blomsterstande
- Høstfarve og frugter
- Vækstform